# Perspective Lénine (Tomsk)
La perspective Lénine (Проспе́кт Ле́нина) est une avenue centrale de Tomsk en Russie et l'une des principales artères de transport de la ville. Elle traverse trois districts urbains (raïons): Kirov, Sovietski et Lénine. Elle doit son nom à Vladimir Lénine.

## Situation
La perspective Lénine commence rue Nakhimov, se dirige vers le nord parallèlement à la rivière Tom jusqu'à la rue des Syndicats. L'avenue dans sa délimitation actuelle est le fruit de la réunion en 1959 de trois avenues : Timiriazev, Lénine et Communiste. Elle croise la rivière Ouchaïka par le pont du Bazar.

## Histoire

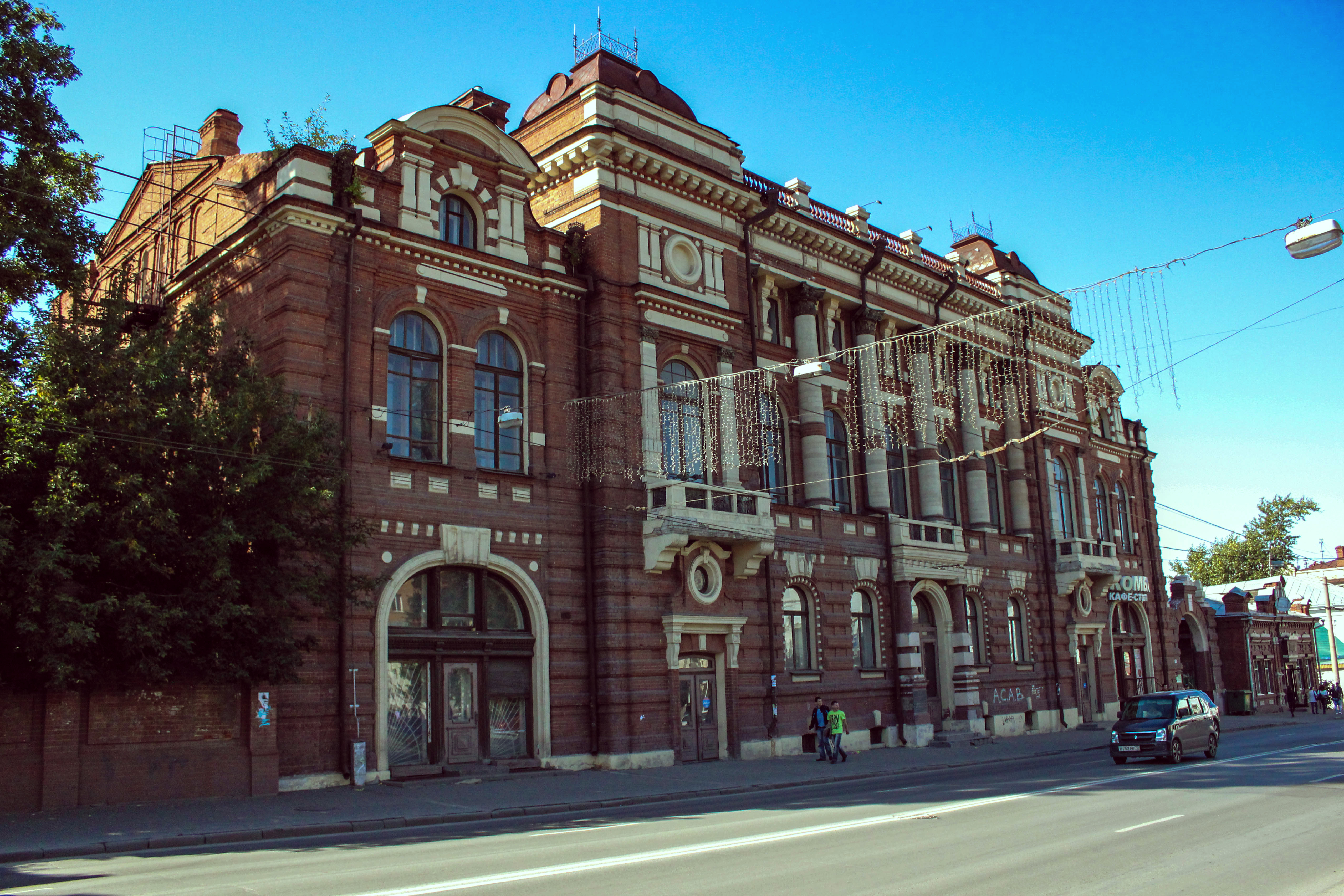
Maison des Officiers.

Cette artère principale de Tomsk a changé plusieurs fois de nom: Timiriazev (à partir de 1920), rue Bolchaïa Sadovaïa (dans les années 1840 et rue de l'Université (dans les années 1880) plus perspective Lénine (à partir du 4 mai 1920), grand-rue de la Poste (1853) plus perspective Communiste (mai 1920), rue Millionnaïa (1867) et de l'Épiphanie (1825): du jardin du Camp (Laguerny sad) à la rue des Syndicats (Profsoyouznaïa).
Autrefois la voie était divisée en trois parties ayant chacune son propre nom. La première, du jardin du Camp jusqu'à la nouvelle place de la Cathédrale se nommait la rue du Jardin (Sadovaïa) et a été tracée vers 1842. Dans les années 1850, elle portait le nom de grand-rue du Jardin. Avec l'ouverture de l'université impériale (aujourd'hui université d'État de Tomsk), elle est appelée non officiellement la rue de l'Université.
De la nouvelle place de la Cathédrale au Gostiny Dvor (aujourd'hui place Lénine), c'était la rue de la Poste (Potchtamskaïa) qualifiée simplement aussi de grand-rue.
En haut du Gostiny Dvor, s'étendait la rue de l'Épiphanie (Bogoïavlenskaïa) percée en 1825 dont le nom vient de l'église homonyme construite en 1630. Dans la seconde moitié du XIXe siècle, lorsqu'arrivent les chercheurs d'or, elle s'appelait la rue Milionnaïa (1867). Ces trois parties sont renommées dans l'esprit du temps en 1920 et réunies en 1959 sous leur nom actuel. C'est la voie la plus longue de la ville, faisant plus de huit kilomètres.

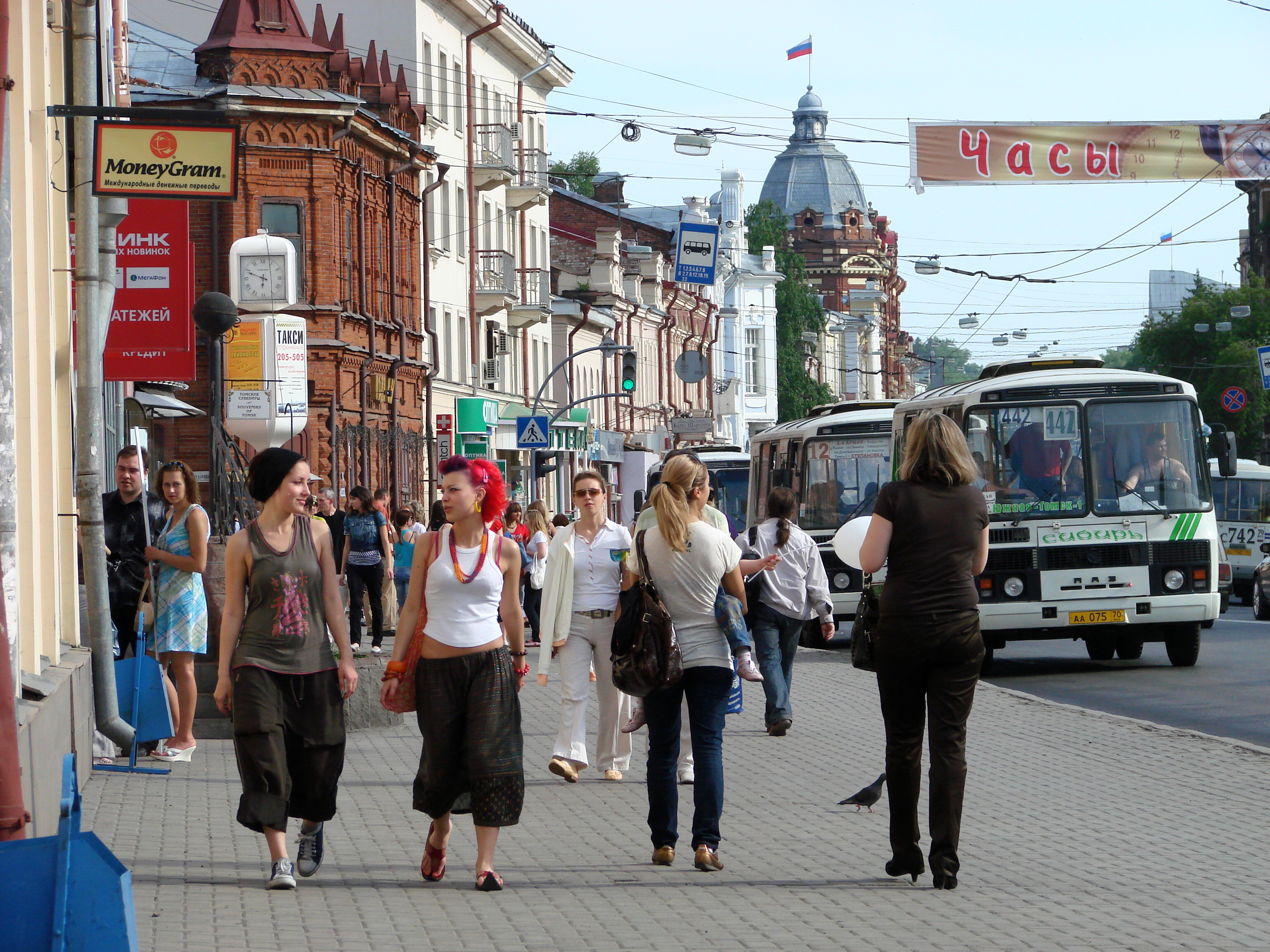
La perspective Lénine vers le n° 91 (hôtel «Sibérie»)

En 2004, le gouverneur Viktor Kress demande de la renommer en perspective de l'Université; mais après consultations nombreuses la voie garde son nom.

## Édifices notables

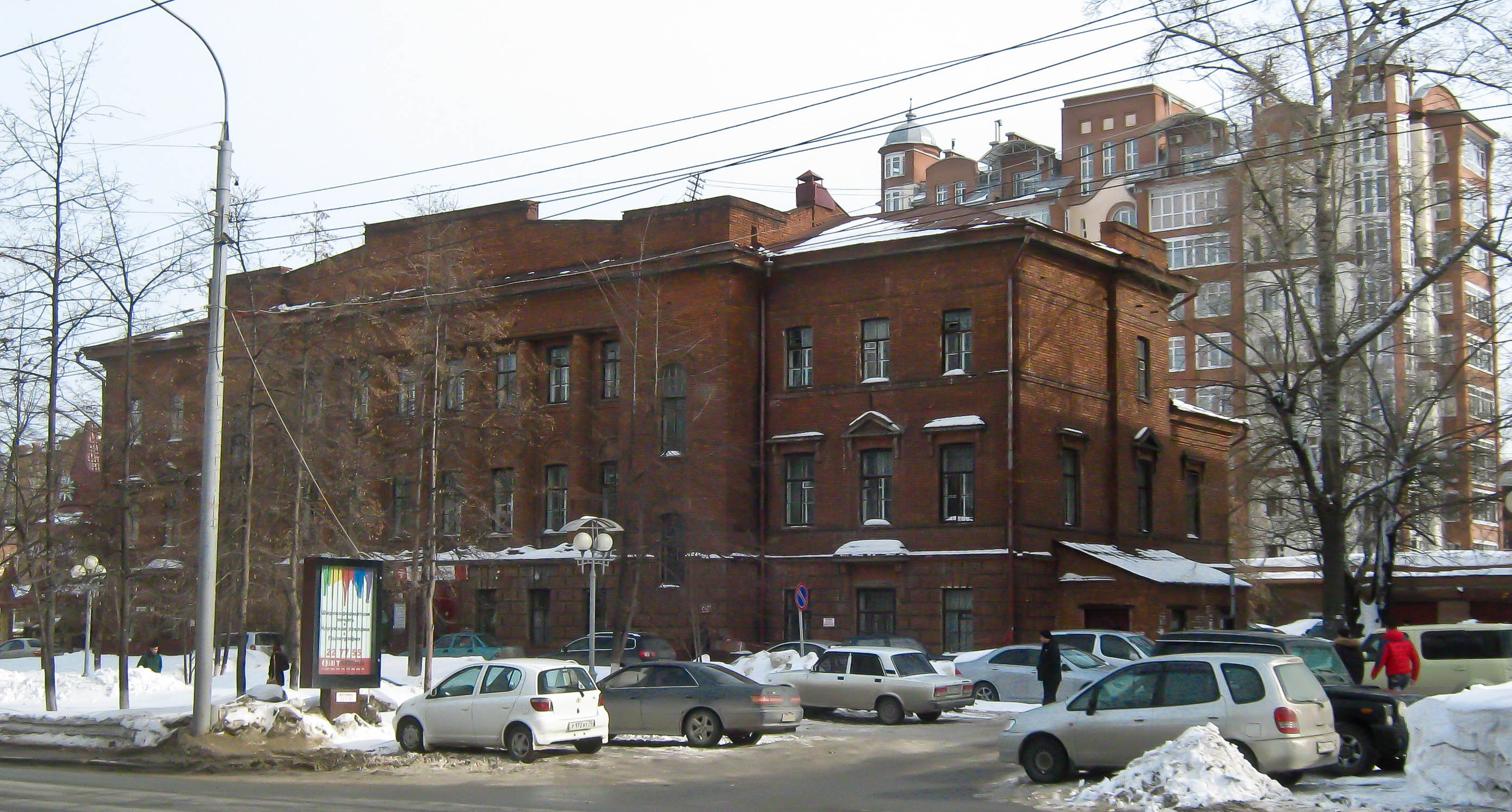
Hôpital Mikhaïlov

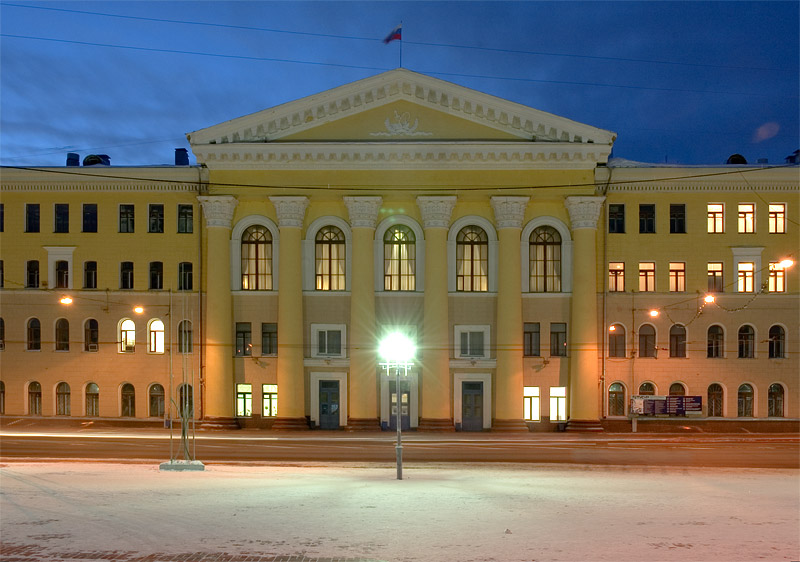
Université d'État des systèmes de contrôle et de radioélectronique

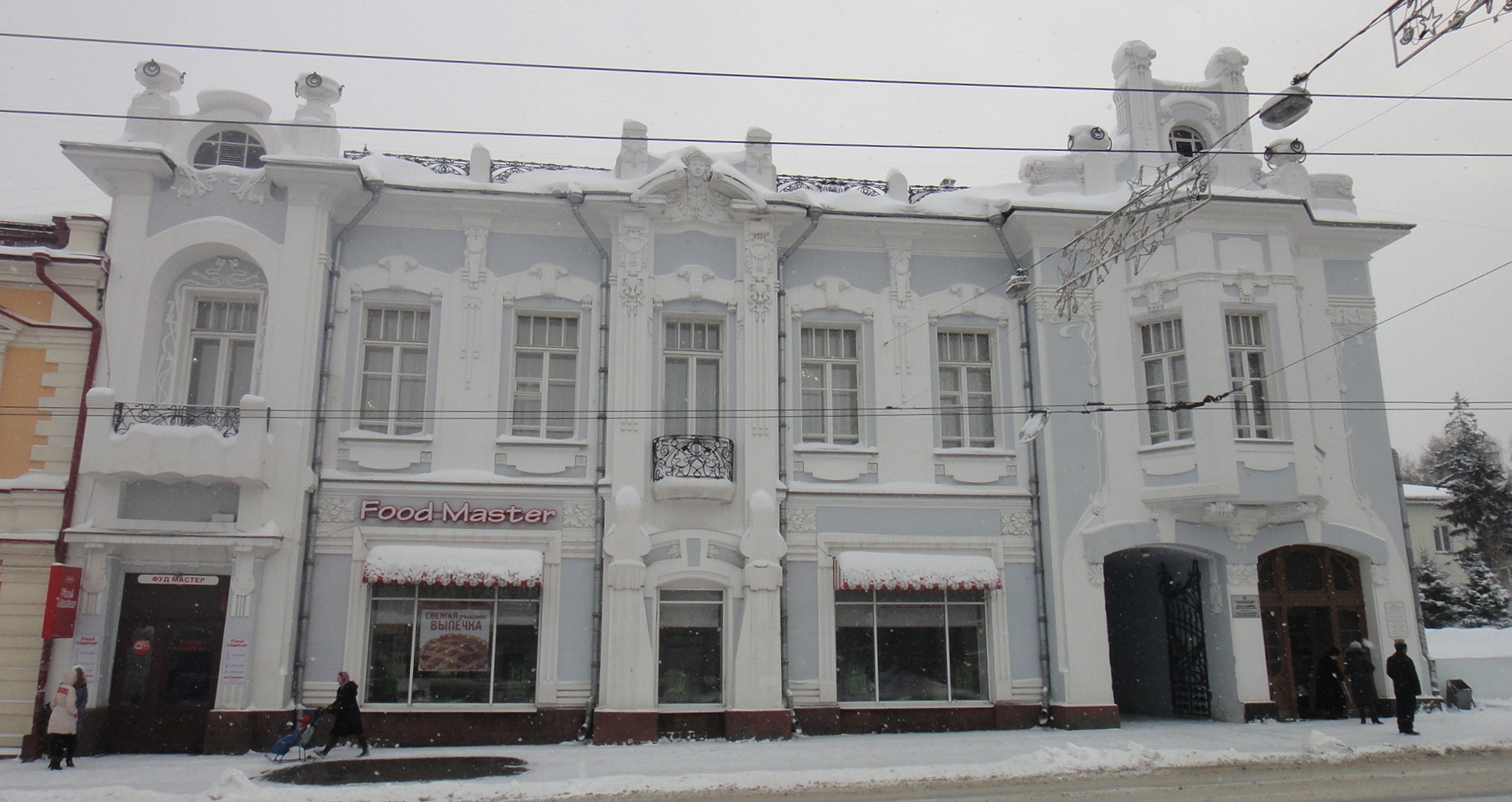
Ancien hôtel particulier Fleyer

- N° 1: ancien dépôt de vin, à l'époque soviétique fabrique de chaussures, aujourd'hui centre commercial «Gostiny Dvor».
- N° 2: université polytechnique de Tomsk, 10e bâtiment (faculté de physique et de technique)
- N° 4: clinique hospitalière Savinikh
- N° 30: bâtiment principal de l'institut de technologie de Tomsk
- N° 30a: université polytechnique de Tomsk, 4e bâtiment (faculté d'énergie thermique)
- N° 34a: bibliothèque scientifique de l'université d'État de Tomsk (architectes: Andreï Kriatchkov, Lev Chichko, 1912-1913)
- N° 36: université d'État de Tomsk
- N° 40: université d'État de systèmes de contrôle et de radioélectronique
- N° 41: maison de la culture de l'usine électromécanique de Tomsk

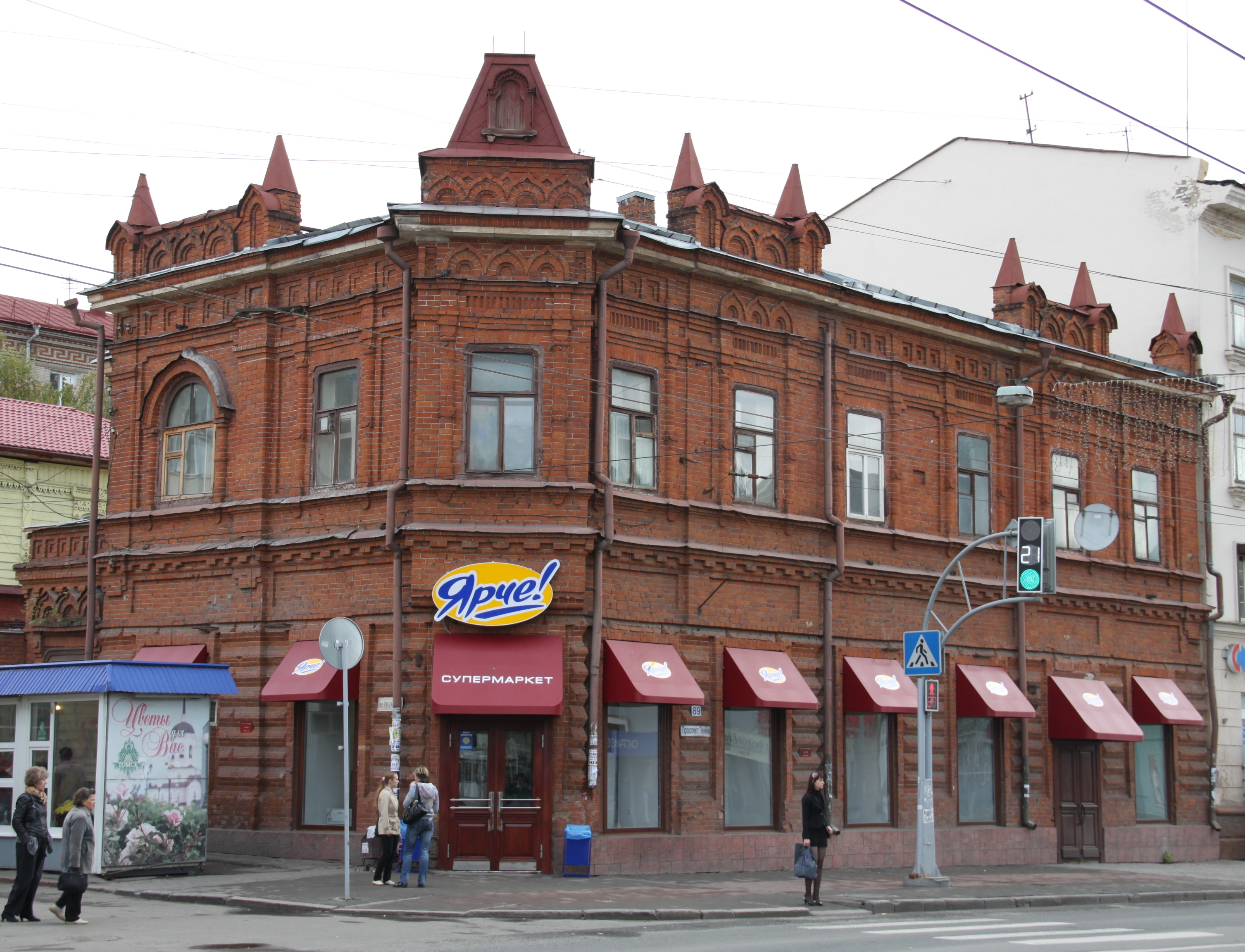
Ancien immeuble de rapport de Mme Soboleva

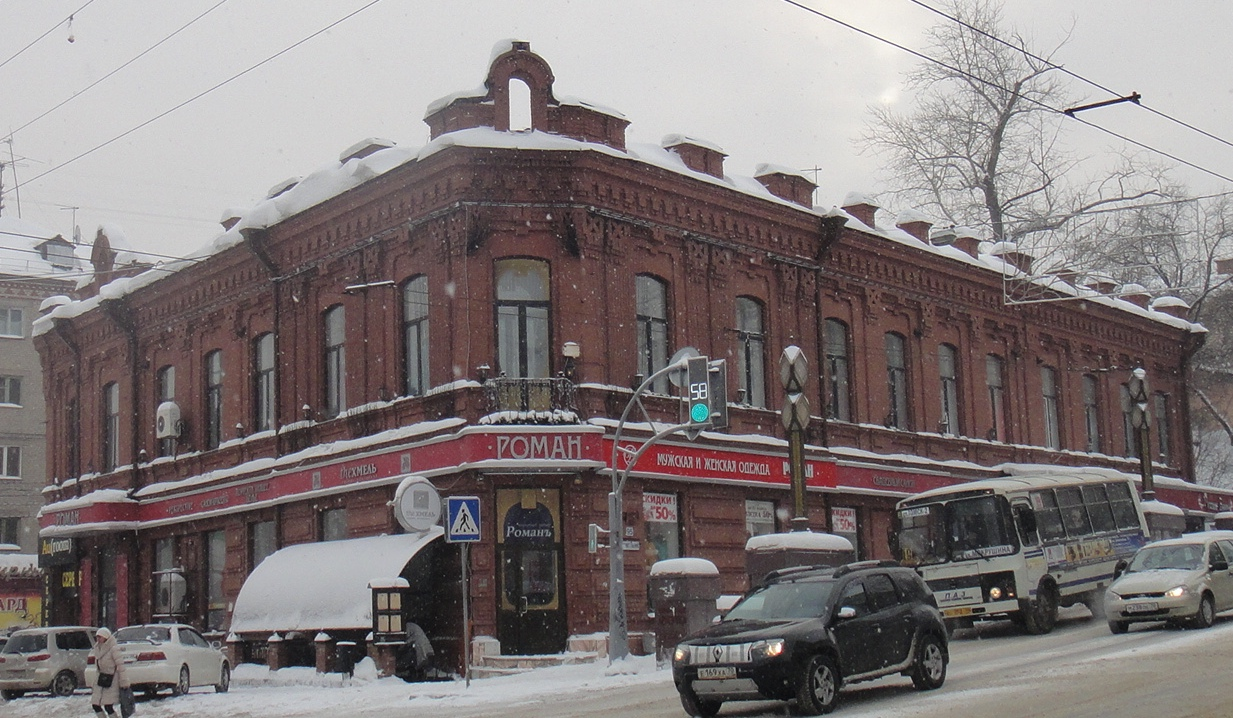
Ancien immeuble de rapport Chadrine

- N° 42: ancienne maison du marchand Koukhterine, aujourd'hui école d'art et de musique
- N° 43: université  polytechnique; 2e bâtiment (faculté de chimie et de technologie) '
- N° 44: ancienne prison du NKVD (de 1923 à 1944), aujourd'hui musée mémoriel de la prison du NKVD (dépendant du musée régional)
- N° 50: ancienne maison de l'assemblée publique, devenue la Maison des Officiers (1898-1900)
- N° 51: ancienne clinique pédiatrique Mikhaïlov, aujourd'hui polyclinique municipale n° 1
- N° 52: ancien magazin Beïline aujourd'hui magasin de souvenirs Parade
- N° 54: ancienne pharmacie Stohl & Schmidt, aujourd'hui pharmacie n° 1
- N° 56: maison Semionov (1900, inscrite au patrimoine architectural fédéral)[4]
- N° 73: ancienne maison de négoce E.N. Koukhterine et Fils
- N° 75: ancien hôtel particulier Astachev, aujourd'hui musée régional de Tomsk
- N° 78: ancien hôtel particulier Pouchnikov, aujourd'hui centre de divertissement Ælita

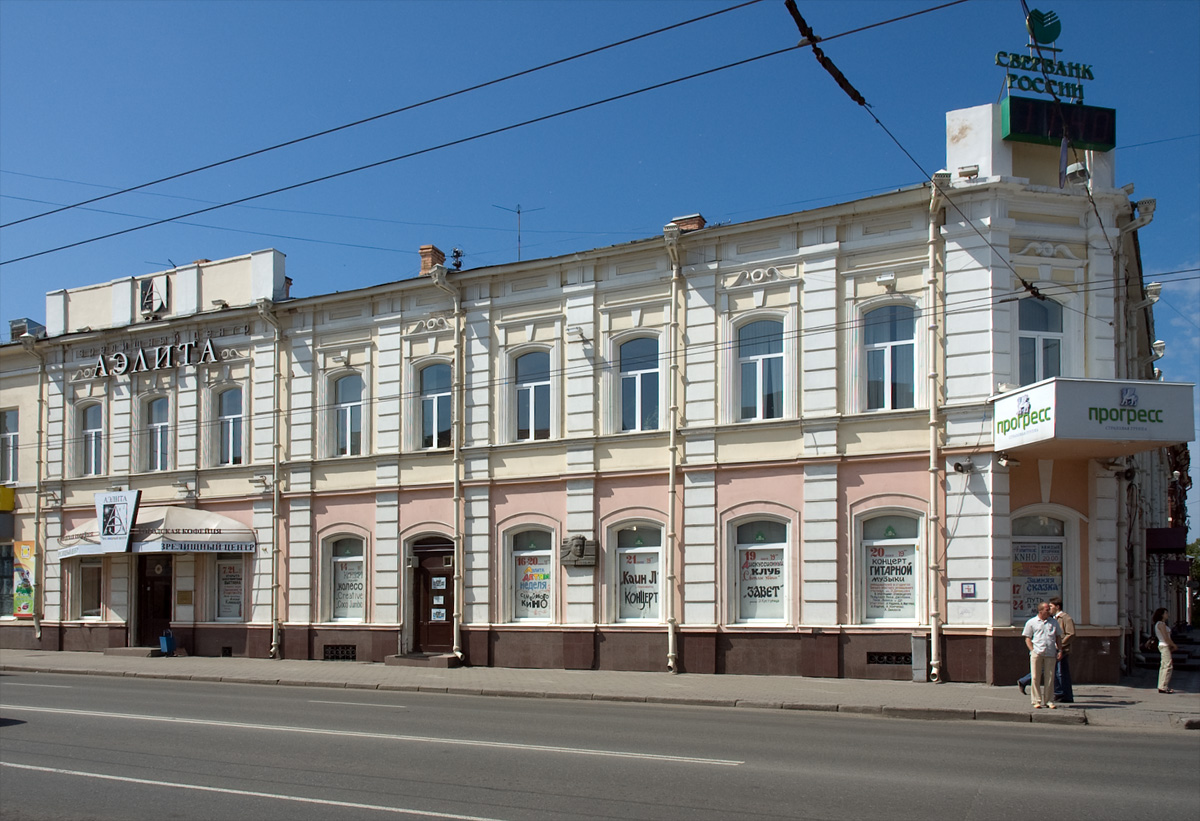
Hôtel particulier Pouchnikov

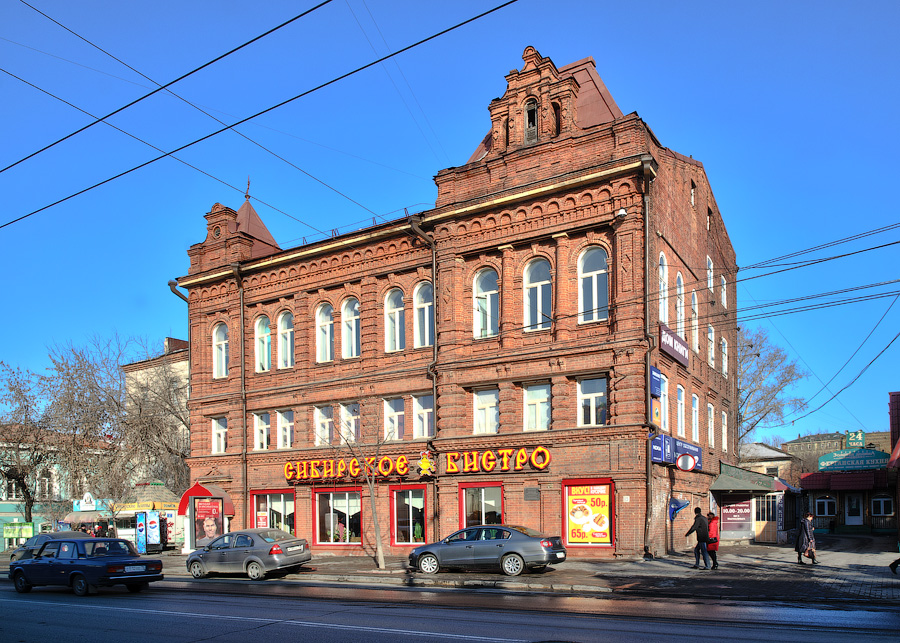
Maison Nekrassov

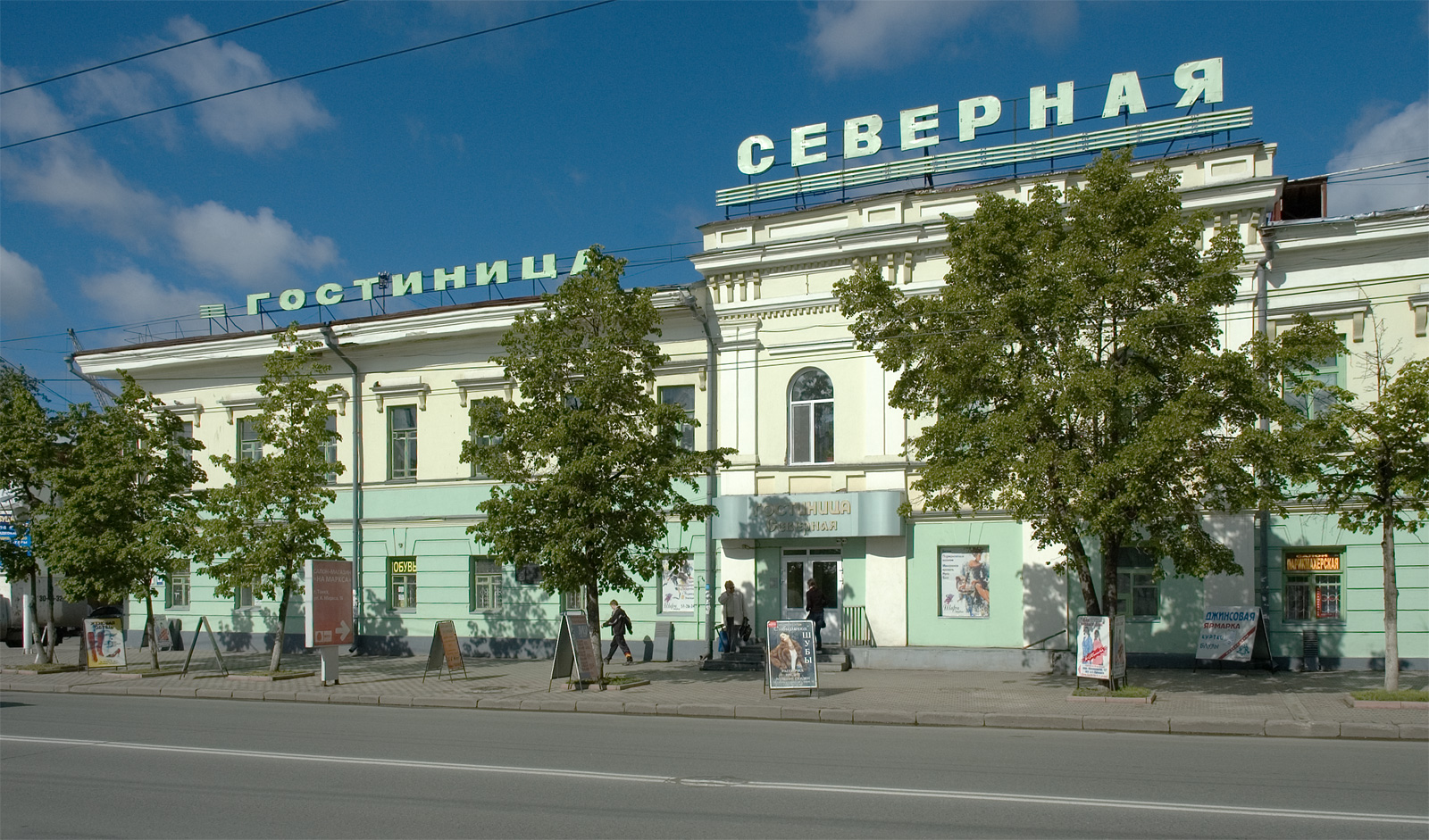
Hôtel du Nord

- N° 83: ancien hôtel particulier du marchand Fleyer, aujourd'hui palais des mariages
- N° 85a: ancien immeuble de rapport Akoulov
- N° 86: hôtel du Nord
- N° 89: ancien immeuble de rapport de Mme Soboleva
- N° 91: hôtel Sibérie
- N° 93: poste centrale de Tomsk
- N° 95: ancien immeuble de rapport Chadrine, aujourd'hui magasin Roman
- N° 105: ancien immeuble de rapport Golovanov (architecture Constantin Lyguine, 1899), aujourd'hui magasin Gastronome et assemblée municipale de Tomsk
- N° 107: ancien immeuble de rapport Fuchsmann, aujourd'hui bibliothèque scientifique de médecine
- N° 109: collège de musique Denissov
- N° 111: ancienne de maison de négoce d'Alexandre Vtorov[5],[6] (architecte Vladimir Soukhorovski, 1903-1905), à l'époque soviétique: comité exécutif provincial (mars-juin 1918; décembre 1919-1920)[7], maison des syndicats (1920)[7], palais du Travail (1920-1941)[7], comité exécutif de l'oblast (1944-1982)[6],[7], maison des travailleurs créatifs (avril 1982)[7] et magasin «Mille Bagatelles»[5],[6]. Une plaque mémorielle est apposée le 8 avril 1977 en hommage à Alexeï Belenets, premier dirigeant soviétique du gouvernement de Tomsk[7].
- N° 121: grand magasin central Univermag
- N° 123: ancienne maison Nekrassov[8], aujourd'hui restaurant : Le Bistro de Sibérie («Сибирское бистро»)
- N° 143: ancienne maison Nenachev